# Santa Caterina a Magnanapoli
Santa Caterina a Magnanapoli ou Igreja de Santa Catarina em Magnanapoli é uma igreja de Roma, Itália, dedicada a Santa Catarina de Siena e localizada no Monte Quirinal, na Piazza Magnanapoli.

## História
A primeira igreja foi construída no local por volta de 1575 e pertencia originalmente ao convento vizinho, construído por volta de 1568 pelo papa Pio V para as freiras da Ordem Terceira de São Domingos e que hoje abriga a Pontifícia Universidade de São Tomás de Aquino (Angelicum) da Ordem Dominicana. A construção da igreja moderna começou em 1608, inicialmente às custas do cardeal Scipione Borghese e baseada num projeto de Carlo Maderno, mas, já em 1613, as obras pararam. Enquanto isso, o mosteiro adquiriu a Torre delle Milizie (1619);
Quando os trabalhos recomeçaram em 1628, o objetivo provavelmente era continuar o projeto de Maderno, mas ele morreu no ano seguinte e Giovanni Battista Soria recebeu a incumbência de completar a igreja. Ele alterou o projeto de Maderno (não sabemos de que forma e nem o quanto), uma vez que os planos originais se perderam. Entre 1631 e 1641, a atual fachada foi completada e o brasão da família Chigi do papa Alexandre VII estão na balaustrada.
Todo o convento (com exceção da torre) foi demolido em 1924. O Ordinariato Militar, cujo quartel era vizinho da igreja, apropriou-se dela, que passou a ser servida pelo clero diocesano. Uma reforma foi realizada no local em 1992.

## Obras de arte
No corredor que leva à sacristia estão restos dos afrescos de Antoniazzo Romano e seus pupilos, produzidos para a sala de "Santa Catarina de Siena" e colocados num oratório, hoje demolido, atrás da igreja em algum momento depois de 1637. Entre os santos pintados estão Santa Brígida da Suécia e Santa Catarina de Alexandria.
O estilo da atual fachada, com duas ordens arquitetônicas, é do Barroco tardio. O interior tem uma nave única com três capelas de cada lado, decoradas principalmente a partir do século XVII e com adições do século XVIII. O santuário, por exemplo, está ricamente decorado em estilo barroco. Na cúpula está a "Glória do Pai Eterno", de Francesco Rosa. O afresco rococó no teto é de Luigi Garzi (1713) e representa a "Glória de Santa Catarina". O tabernáculo, de lápis-lazúli, ágata e bronze dourado, e o altar-mor foram feitos em 1787 por Carlo Marchionni. As decorações em estuque das paredes laterais são de Pietro Bracci e representam Santa Rosa de Lima e Santa Inês de Montepulciano.
O grupo escultural em mármore multicolorido e estuque representando "O Espírito Santo e o Êxtase de Santa Catarina" (c. 1667) é de Melchiorre Caffà e parece ter sido inspirado por seu mentor, Bernini, particularmente o "Êxtase de Santa Teresa" (c. 1652). Na terceira capela do lado norte (esquerda) está uma "Nossa Senhora do Rosário", de Giovanni Battista Passeri, considerado pelos estudiosos a sua melhor obra.
Uma escadaria dupla que leva ao pórtico foi construída no século XX, quando a Via Nazionale foi construída. Na escadaria está a "Cripta dos Caídos" da Primeira Guerra Mundial, construída em 1934, dedicada aos padres mortos na guerra e decorada por um crucifixo de bronze de Romano Romanelli.

## Galeria

Imagens da igreja
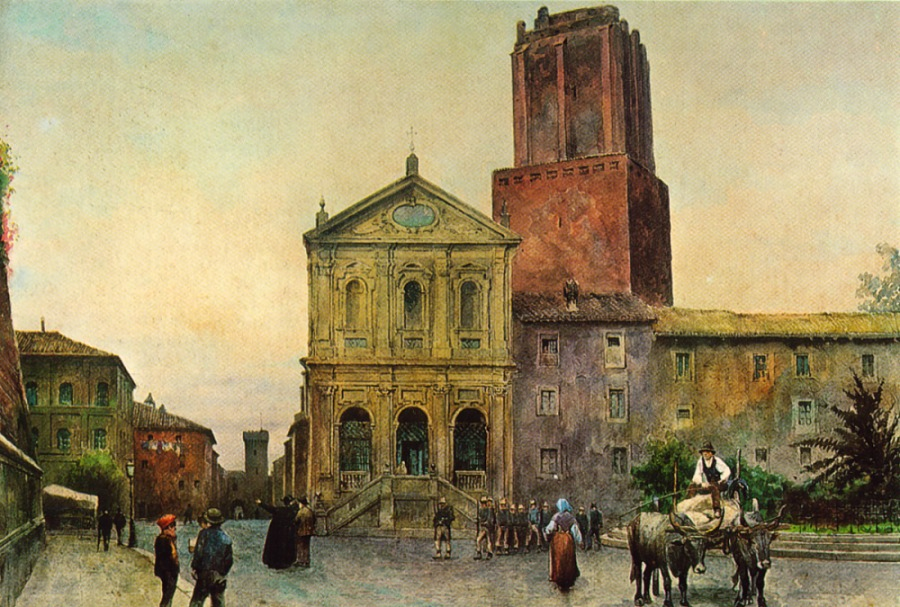
Vista histórica (1880)
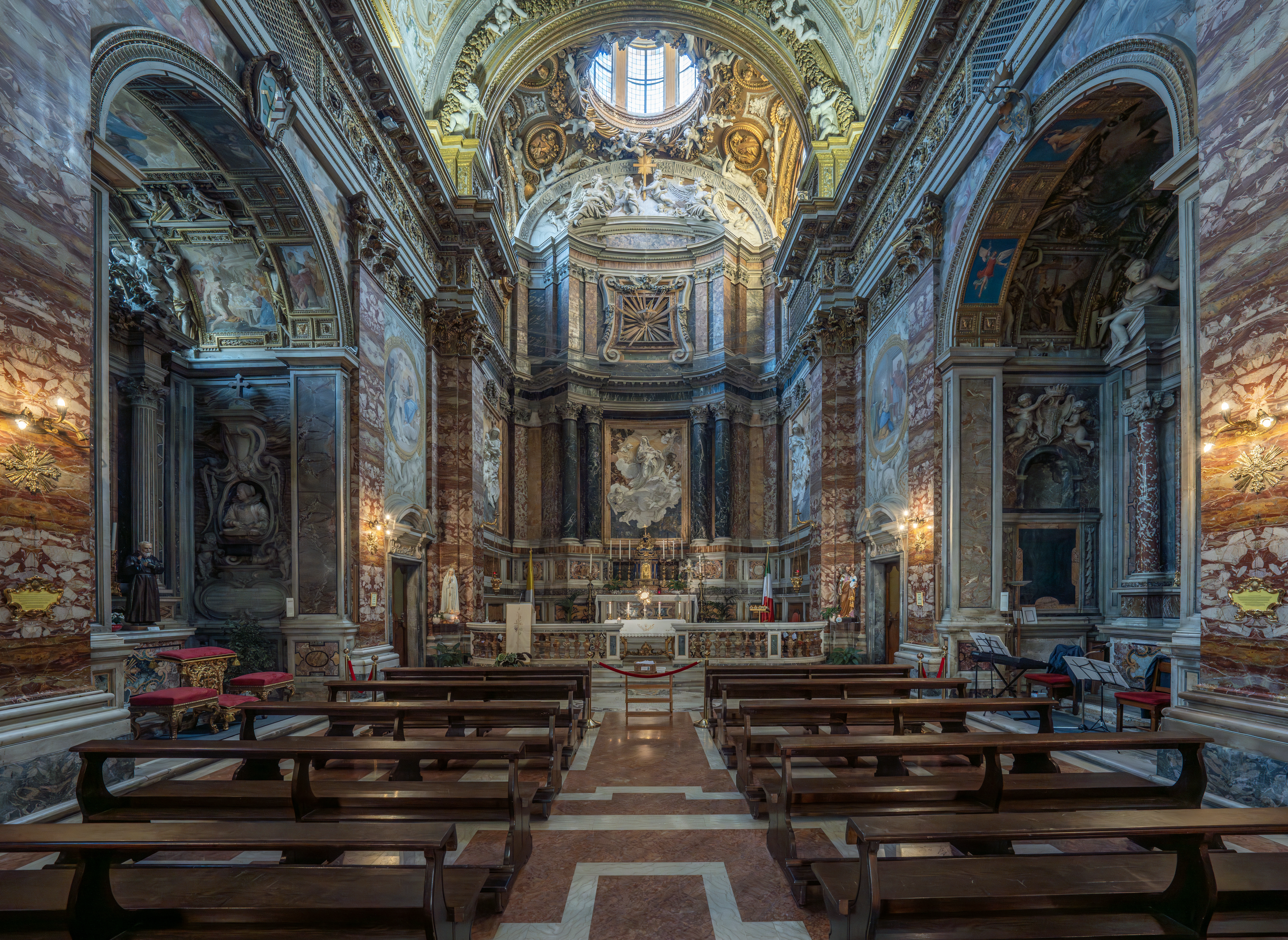
Vista do interior ricamente decorado
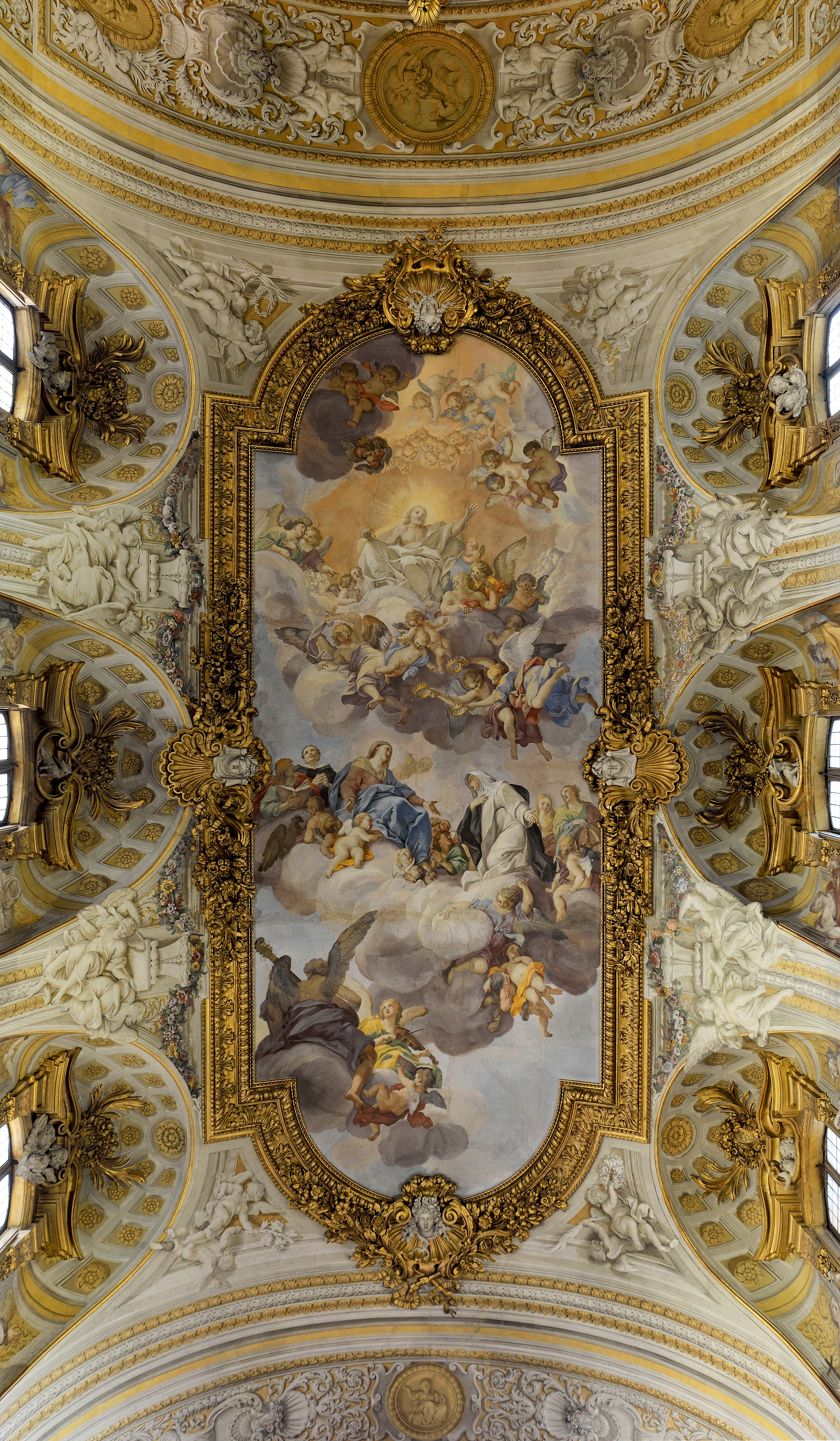
Decoração rococó do teto da nave
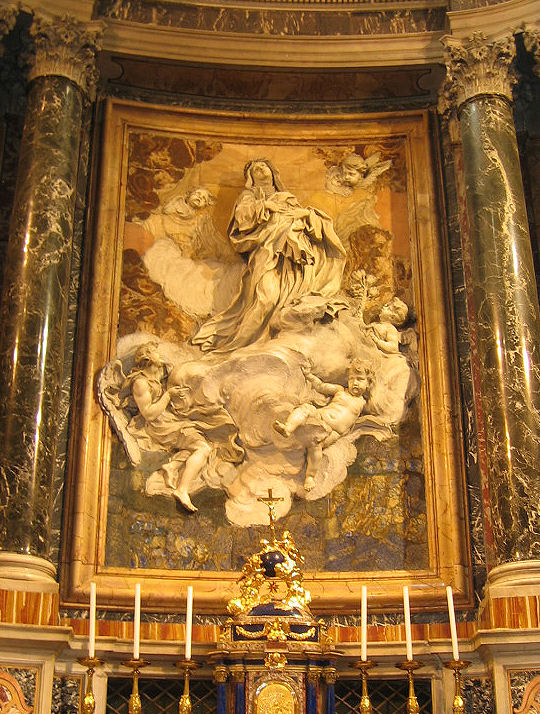
"Êxtase de Santa Catarina", de Melchiorre Caffà